# ユニバーバルミューズ
ユニバーバルミューズ（英文表記：UNIVERVAL MUSE）は、株式会社シュガー・マトリックスが運営するファッションブランド。

## 沿革
- 1980年1月、株式会社シュガー、東京都渋谷区鶯谷町に設立[1]。
- 1986年12月、東京都渋谷区恵比寿に商品管理センター及びアトリエを設立。
- 1992年1月、ブランド『STRAWBERRY-FIELDS（ストロベリーフィールズ）』を発表[2]。
- 1998年1月、ライセンスビジネスとしてSTRAWBERRY-FIELDSブランドの靴を全国展開。
- 1999年1月、ピクニックカンパニー発表。
- 1999年11月、社名を株式会社シュガー・マトリックスに変更。
- 2002年1月、ストッキングのライセンス事業に進出。
- 2006年9月、新ブランド『UNIVERVAL MUSE（ユニバーバルミューズ）』を発表。
- 2010年1月、会社設立30周年。
- 2013年4月、東京都渋谷区恵比寿に新社屋、新ショールームを設立。
- 2014年11月、光文社発行のファッション誌「JJ」とのコラボ商品を発売[3]。
- 2015年10月、オフィシャルFacebookページ、オフィシャルinstagramページ開設[4]。
- 2015年11月、小学館のファッション月刊誌・CanCamとのタイアップ企画を元乃木坂46・深川麻衣を起用し連載を開始。

## テレビ
- あしたキラリ「デザイナー特集」[5]（フジテレビ、2014年8月27日）
- グッド！モーニング「きょうのOggiスタイル」 （テレビ朝日、2015年11月17日[6]）

## 雑誌・書籍

### タイアップ記事・連載
- 月刊・CanCam「まいまい（元乃木坂46・深川麻衣）meets UNIVARVAL MUSE」（小学館、2015年12月22日-2017年2月）
- 月刊・CanCam「Mai× UNIVARVAL MUSE 今月のMAI'S FAVORITE」[7]（小学館、2017年4月23日-連載中）

## 展開店舗
ブランドショップ
- 新宿マルイ本館3F (東京都新宿区新宿3-30-13 新宿マルイ本館3F)
- 京都ポルタ店[8] (京都府京都市下京区烏丸通塩小路下ル東塩小路町302　京都駅前地下街ポルタ115)
- 天神地下街店[9] (福岡県福岡市中央区天神2丁目　地下一号082)
- 名古屋ユニモール店 (愛知県名古屋市中村区名駅4-5-26 桜通り地下街ユニモール)
- ルクア大阪店 (大阪府大阪市北区梅田1 大阪市北区梅田3-1-3)

取扱店
- 札幌パセオ店[10] （北海道札幌市北区北6条西3丁目2-1 パセオ B1F）
- 東京スカイツリータウン・ソラマチ店 （東京都墨田区押上1-1-2 東京スカイツリータウン・ソラマチ 2F）
- 新宿京王店 (東京都新宿区西新宿1-1-4 新宿京王百貨店 2F)
- 池袋東武店 （東京都豊島区西池袋1-1-25 池袋東武中央館 2F）
- 船橋東武店 （千葉県船橋市本町7-1-1 船橋東武1F 一番地）
- 大宮ルミネ店 （埼玉県さいたま市大宮区錦町630 大宮ルミネ2 3F）
- 名古屋松坂屋店 （愛知県名古屋市中区栄3-16-1 松坂屋本店 新南館 3F)
- なんばCITY店[11] （大阪府大阪市中央区難波5-1-60 なんばCITY 本館 B1F）
- ピオレ姫路店 （兵庫県姫路市豆腐町222 ピオレ姫路 1F）
- 鹿児島アミュプラザ店 （鹿児島県鹿児島市中央町1-1 アミュプラザ 2F）

## WEB
- MAGASEEK
  - UNIVERVAL　MUSE(ユニバーバル　ミューズ)
- ZOZOTOWN
  - UNIVERVAL MUSE
- OUTLET PEAK
  - UNIVERVAL　MUSE（ユニバーバル　ミューズ）
- CanCam
  - CanCam ニュース(2015年4月6日、小学館)
- ShopStyle
  - Univerval Muse（ユニバーバル ミューズ） - ShopStyle（ショップスタイル）

## 主な取引先
- パセオ (札幌市)
- ルミネ
- 東武百貨店
- 丸井
- ユニモール
- 松坂屋
- なんばCITY
- ユニモール
- ルクア
- アミュプラザ